# Oligia colombia
Oligia colombia är en fjärilsart som beskrevs av Mcdunnough 1927. Oligia colombia ingår i släktet Oligia och familjen nattflyn. Inga underarter finns listade i Catalogue of Life.